# Norwegischer Fußballpokal der Männer 1918
Der norwegische Fußballpokal 1918 (kurz auch NM-Cup 1918 genannt) war die 17. Austragung des Fußballpokalwettbewerbs der Männer. Pokalsieger wurde der Kvik Halden FK. Das Team setzte sich im Finale gegen Brann Bergen durch.

## 1. Runde
Freilos für 20 Vereine
| Datum      |                    | Ergebnis |                      |
| ---------- | ------------------ | -------- | -------------------- |
| ??.??.1918 | Fram Larvik        | 3:0      | Tønsbergs TF         |
|            | FK Frem Bergen     | 5:1      | Viking Stavanger     |
|            | Hamar IL           | 5:1      | Kristiana Kameratene |
|            | Kristiana BK       | 2:3      | Mjøndalen IF         |
|            | Pors Grenland      | 0:1      | Drammens BK          |
|            | SK 1910 Oslo       | 4:1      | Eidsvold IF          |
|            | SK Rapp            | 4:2      | Neset FK             |
|            | IF Ready           | 0:5      | Moss FK              |
|            | Start Kristiansand | 1:5      | FK Ørn               |
|            | Storms BK          | 6:0      | Skotfoss TIF         |
|            | IL Sverre          | 5:2      | SK Freidig           |
|            | FK Vidar           | 2:0      | IL Nornen            |

## 2. Runde
| Datum      |                 | Ergebnis |                     |
| ---------- | --------------- | -------- | ------------------- |
| ??.08.1918 | SK Brage        | 1:2      | SFK Mercantile Oslo |
|            | Brann Bergen    | 3:0      | IL Brodd            |
|            | Drammens BK     | 5:0      | SK Snøgg            |
|            | Frigg Oslo FK   | 0:1      | Fram Larvik         |
|            | FK Lyn          | 1:0      | Fredrikstad FK      |
|            | Kristiansund FK | 3:4      | Aalesunds FK        |
|            | Kvik Halden FK  | 5:0      | SFK Trygg Oslo      |
|            | Larvik TIF      | 3:2      | SBK Skiold          |
|            | SFK Lyn Oslo    | 3:2      | Hamar IL            |
|            | Mjøndalen IF    | 5:3      | Storms BK           |
|            | Odds BK         | 7:0      | SK 1910 Oslo        |
|            | Stavanger IF    | 3:1      | SBK Drafn           |
|            | IL Sverre       | 9:0      | SK Rapp             |
|            | Urædd FK        | 3:5      | Sarpsborg FK        |
|            | FK Vidar        | 4:2      | FK Frem Bergen      |
|            | FK Ørn          | 3:0      | Moss FK             |

## 3. Runde
| Datum      |                     | Ergebnis  |              |
| ---------- | ------------------- | --------- | ------------ |
| 08.09.1918 | SFK Mercantile Oslo | 1:2 n. V. | FK Ørn       |
|            | Kvik Halden FK      | 4:2 n. V. | Odds BK      |
|            | Sarpsborg FK        | 2:1       | Drammens BK  |
|            | Mjøndalen IF        | 0:5       | SFK Lyn Oslo |
|            | FK Lyn              | 1:3       | Brann Bergen |
|            | Aalesunds FK        | 0:5       | IL Sverre    |
|            | Larvik TIF          | 1:2       | Fram Larvik  |
|            | Stavanger IF        | w. o.     | FK Vidar     |

## Viertelfinale
| Datum      |              | Ergebnis  |                |
| ---------- | ------------ | --------- | -------------- |
| 22.09.1918 | Sarpsborg FK | 2:5       | Kvik Halden FK |
|            | FK Ørn       | 4:1       | Fram Larvik    |
|            | Stavanger IF | 0:0 n. V. | Brann Bergen   |
|            | SFK Lyn Oslo | w. o.     | IL Sverre      |

### Wiederholungsspiel
| Datum      |              | Ergebnis  |              |
| ---------- | ------------ | --------- | ------------ |
| 27.09.1918 | Brann Bergen | 3:2 n. V. | Stavanger IF |

## Halbfinale
| Datum      |                | Ergebnis |              |
| ---------- | -------------- | -------- | ------------ |
| 29.09.2018 | Brann Bergen   | 1:0      | SFK Lyn Oslo |
|            | Kvik Halden FK | 2:1      | FK Ørn       |

## Finale

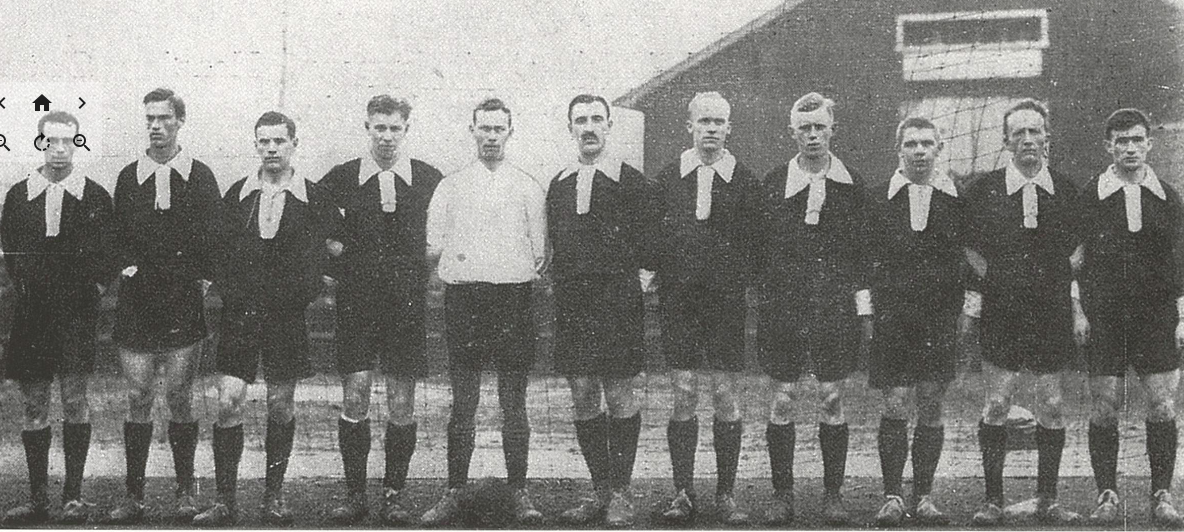
Von links: Peder Puck, Alf Flinth, Thomas Andresen, Johan Svendsen, Ole Paulsen, Otto Klein, Fritz Karlsen, Arne Andersen, Johnny Helgesen, Ole Paulsbo, Hartvig Olavesen.

| Kvik Halden FK                                   | Kvik Halden FK | Brann Bergen | Brann Bergen |
| ------------------------------------------------ | --- | --- | ------------ |
| Kvik Halden FK                                   | \| Finale \| \| 13. Oktober 1918 in Drammen (Marienlyst-Stadion) \| \| Ergebnis: 4:0 (0:0) \| \| Zuschauer: 12.000 \| \| Schiedsrichter: Ragnvald Smedvik \| \| Spielbericht \| | \| Finale \| \| 13. Oktober 1918 in Drammen (Marienlyst-Stadion) \| \| Ergebnis: 4:0 (0:0) \| \| Zuschauer: 12.000 \| \| Schiedsrichter: Ragnvald Smedvik \| \| Spielbericht \| | Brann Bergen |
| Kvik Halden FK                                   | Ole Paulsen – Johan Svendsen, Otto Klein – Ole Paulsbo, Thomas Andresen, Fritz Karlsen – Peder Puck, Alf Flinth, Johnny Helgesen, Arne Andersen, Hartvig Olavesen               | Sigurd Wathne – Laurentius „Lauen“ Eide, John Johnsen – Alexander Olsen, George Deans, Gerhard Gran – Johan Greve, Finn Berstad, Torkel Trædal, Alf Berstad, Odd Johnsen        | Brann Bergen |
| Kvik Halden FK                                   | 1:0 Johnny Helgesen (58.) 2:0 Johnny Helgesen (61. Elfmeter) 3:0 Arne Andersen (71.) 4:0 Alf Flinth (89.)                                                                       | | Brann Bergen |
| Finale                                           | | |              |
| 13. Oktober 1918 in Drammen (Marienlyst-Stadion) | | |              |
| Ergebnis: 4:0 (0:0)                              | | |              |
| Zuschauer: 12.000                                | | |              |
| Schiedsrichter: Ragnvald Smedvik                 | | |              |
| Spielbericht                                     | | |              |